# Сеполія
Сеполія (грец. Σεπόλια) — район Афін, розташований на північ від Омонії. Межує також із Нижньою Патісією, Айос-Ніколаос, Тріс-Гефірес та Колонос.
Головна вулиці — Ліосія. Район обслуговує станція Афінського метрополітену «Сеполія». Сеполія також відома Афінським музеєм залізниці.